# Comparettia
Comparettia, được viết tắt là Comp trong lĩnh vực kinh doanh vườn, là một chi lan. Nó gồm có 14 loài, bản địa của châu Mỹ nhiệt đới, đặc biệt là ở vùng Andes.

## Các loài
| - Comparettia coccinea - Comparettia cryptocera - Comparettia erecta - Comparettia falcata - Comparettia ignea - Comparettia macroplectron - Comparettia maloi - Comparettia paulensis | - Comparettia peruviana - Comparettia pulchella - Comparettia rosea - Comparettia saccata - Comparettia speciosa - Comparettia splendens - Comparettia splendida - Comparettia venezuelana |